# 四羰基合铁酸氢钾
四羰基合铁酸氢钾是一种配位化合物，化学式为K[HFe(CO)4]。它是浅黄色固体，是[HFe(CO)4]-阴离子的钾盐，这种阴离子是四羰基合铁酸的共轭碱：
H2Fe(CO)4  +  KOH  →  K[HFe(CO)4]  +  H2O
它可由五羰基铁和氢氧化钾反应制得：
Fe(CO)5  +  2 KOH  →  K[HFe(CO)4]  +  KHCO3
它是合成三烃基膦配合物的中间体：
K[HFe(CO)4]  +  3 PBu3  +  EtOH  →  Fe(CO)2(PBu3)3  +  EtOK  +  2 CO  +  H2